# Birger Corleis
Birger Corleis (* 20. Oktober 1955 in Harsefeld; † 30. Oktober 2012 ebenda) war ein deutscher Musiker und Musikpädagoge.

## Leben
Birger Corleis wuchs in der niedersächsischen Kleinstadt Harsefeld auf, wo er auch zeitlebens wohnte. Er spielte bereits in seiner Jugend in mehreren Schülerbands mit. Nach seinem Schulabschluss absolvierte er eine Ausbildung zum Schriftsetzer.
Nach dem Ende seiner Ausbildung wandte sich Corleis gänzlich der Musik zu. Er wirkte von Mitte der 1970er-Jahre bis zum Anfang der 1990er-Jahre als Sänger, Gitarrist oder Bassist in mehreren Bands wie in Junk Band, Springflut oder Straight Flush mit. Springflut veröffentlichte im Jahr 1982 das Album Kinder des Mondes bei CBS, Straight Flush im Jahr 1984 die Single Dancing in the Sunlight bei Blow Up/Intercord. Bereits 1979 war er für Marc de Ville als Songwriter tätig. Als Backgroundsänger wirkte er in Studioproduktionen für einzelne Songs und Alben für Künstler wie beispielsweise Howard Carpendale, C. C. Catch und Simone Stelzer mit oder für Musikgruppen wie Blue System und Modern Talking, wo Corleis von 1984 bis 1987 für insgesamt alle bis dato erschienenen sechs Alben gemeinsam mit Rolf Köhler, Nino de Angelo, Michael Scholz und Detlef Wiedeke das Gesangs-Quintett für die hohen Falsett-Stimmen im Refrain bildete. Diese Tatsache wurde allerdings erst im Jahr 2001 aufgrund einiger Rechtsstreitigkeiten mit Dieter Bohlen der Öffentlichkeit gegenüber bekanntgegeben.
Ab Mitte der 1990er-Jahre war Corleis dann vorrangig als Lehrer tätig und unterrichtete dabei fast zwei Jahrzehnte lang an verschiedenen Musikschulen. Corleis starb im Oktober 2012 kurz nach seinem 57. Geburtstag. Er hinterließ eine Tochter.